# Kritstrecksrandig

En kritstrecksrandig kostym som har burits av Gustaf V, nu bevarad i Livrustkammaren.

Kritstrecksrandig kallas ett tyg som är randigt med en huvudfärg och mycket smala invävda ränder i en eller ett par andra färger. Namnet har tyget fått, för att de smala strecken, som ofta är vita mot en mörk bakgrund, påminner om strecken som en krita kan göra på en svart tavla. Kritstrecksrandigt tyg används ofta till kostymer.